# بلدة آدمز (مقاطعة تشامباين)
بلدة آدمز هي واحدة من اثنتي عشرة بلدة في مقاطعة شامبين، أوهايو، الولايات المتحدة. اعتبارًا من تعداد عام 2010 كان عدد السكان 1110.

## روابط خارجية
- مقاطعة وبلدة خريطة ولاية أوهايو